# طومار دره‌سی سفلی
طومار دره‌سی سفلی یک روستا در ایران است که در شهرستان مشگین‌شهر استان اردبیل واقع شده‌است. طومار دره‌سی سفلی ۵۴ نفر جمعیت دارد.

## جمعیت
این روستا در دهستان ارشق غربی  قرار دارد و براساس سرشماری مرکز آمار ایران در سال ۱۳۸۵، جمعیت آن ۵۴ نفر (۱۰ خانوار) بوده‌است.